# Ferney-Voltaire
Ferney-Voltaire – miejscowość i gmina we Francji, w regionie Owernia-Rodan-Alpy, w departamencie Ain.

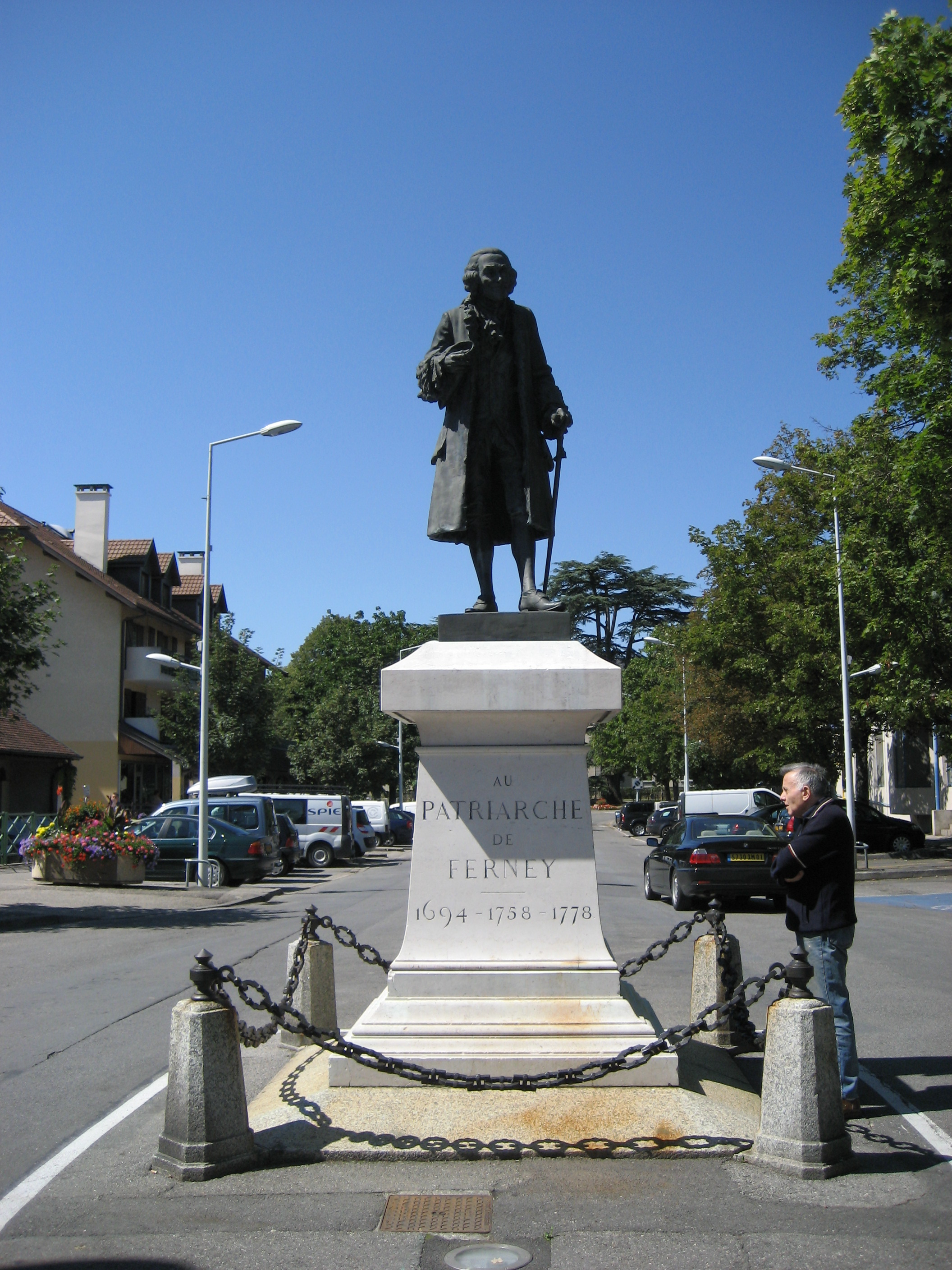
Pomnik Woltera w centrum miasta

## Demografia
Według danych na styczeń 2012 r. gminę zamieszkiwały 9053 osoby, a gęstość zaludnienia wynosiła 1893,9 osób/km².

## Sławni pisarze
W miejscowości znajduje się dawna posiadłość Woltera – pałac położony w parku. Obecnie jest nadal własnością prywatną. W centrum miasteczka znajduje się także pomnik upamiętniający pisarza.